# 한국남부발전
한국남부발전{韓國南部發電, Korea Southern Power Co.,Ltd.)은 '전력산업구조개편촉진에관한법률'에 의하여 2001년 4월 2일 한국전력공사에서 발전부문이 분할되어 설립된 회사이다. 핵심발전소인 하동화력을 비롯한 7개 사업소에서 9,238MW의 발전설비를 보유, 운영하고 있으며 삼척그린파워건설본부에서 2,000MW의 설비 건설 중에 있다. 본사는 서울특별시 강남구 대치동 996-1 미래에셋타워빌딩 4, 6, 7, 10, 11, 13, 14, 15, 17층에 있었으나 2014년 10월에 부산 문현금융단지 부산국제금융센터(부산광역시 남구 문현금융로 40)로 이전하였다.

## 연혁
- 2001년 4월: 한국남부발전(주)창립

## 역대 사장
- 이임택 (2001년 ~ 2004년)
- 김상갑 (2004년 ~ 2008년)
- 남호기 (2008년 ~ 2011년)
- 이상호 (2011년 ~ 2014년)
- 김태우 (2014년 ~ 2016년)
- 윤종근 (2016년 ~ 2017년)
- 이종식 사장대행 (2017년 ~ 2018년)
- 신정식 (2018년 ~ 2021년)
- 이승우 (2021년 ~ 2024년)
- 김준동 (2024년 ~ )

## 조직
- 상임감사위원
  - 감사실

### CEO
- KOSPO 좋은 일자리 위원회

### 기획관리본부
- 기획처
- 관리처
- 조달협력처
- 정보전략실

### 기술안전본부
- 발전처
- 엔지니어링처
- 환경안전처

### 신성장사업단
- 국내사업처
- 해외사업실

## 발전소
- 하동빛드림본부 - 경상남도 하동군 금성면 경제산업로 509
- 신인천빛드림본부 - 인천광역시 서구 장도로 57
- 부산빛드림본부 - 부산광역시 사하구 감천항로 7
- 남제주빛드림본부 - 제주특별자치도 서귀포시 안덕면 해안로106번길 55
- 영월빛드림본부 - 강원도 영월군 영월읍 중앙로 411
- 삼척빛드림본부 - 강원도 삼척시 원덕읍 삼척로 734
- 안동빛드림본부 - 경상북도 안동시 풍산읍 산업단지1길 38